# Сухоцветка
Сухоцветка, или Омалотека (лат. Omalotheca) — небольшой род травянистых растений семейства Астровые (Asteraceae), выделенный из рода Сушеница (лат. Gnaphalium) в 1828 году. В издании «Флора сосудистых растений Западно-Алтайского заповедника» предлагается русскоязычное название Плоскокоробочник, которое является смысловым переводом латинского.

## Название
Научное латинское название Omalotheca образовано от корней др.-греч. ομαλός («omalos» или «homalos» — ровный, плоский) и др.-греч. θήκη («teke» — коробка, сундук, ножны; в ботанике — коробочка; плод с крышечкой как у некоторых Myrtaceae; уроночка у мхов; спорангий у папоротников и др.) и дано по уплощенной форме семянок представителей рода.
Русскоязычное название Сухоцветка по версии Сагалаева В. А., дано по быстрому высыханию корзинок растения в состоянии плодоношения. Интересно, что им же указывается на отсутствие достоверной этимологии латинского названия и упоминается, что «По-видимому, автор этого рода А. Кассини, имел в виду ровное, равномерное расположение листочков обертки корзинки, образующую „урночку-вместилище“ для цветков соцветия… Что на самом деле имел в виду этот оригинальный французский ботаник, давая такое название, остается загадкой», хотя Кассини в своем описании рода однозначно указал «Le nom d’Omalotheca, qui signifie étuis aplatis, fait allusion à la forme des ovaires» (в букв. пер. с фр. «Название „Омалотека“, что означает „плоская коробочка“, дано по форме завязей»).

## Ботаническое описание
А. Кассини при выделении таксона Сухоцветка из состава более крупного полиморфного рода Сушеница указывал, что отличительными чертами первого являются неветвящийся стебель и форма завязи (уплощенная обратно-яйцевидная, но не тонкая цилиндрическая). Представителей близкого рода Lasiopogon от сухоцветок отличают пушистые хохолки.
М. Э. Кирпичников при подготовке раздела по роду Сушеница в 25-м томе издания «Флора СССР» выделял в нём подрод Omalotheca с типовым видом С. приземистая, на котором основано следующее ботаническое описание с учётом общих характеристик рода по изданию «Флора Европы»:
Многолетние травянистые растения, густо войлочно опушенные.
Корневище тонкое с длинными нитевидными корнями.
Стебли (1)15-18(50) см высотой, тонкие, простые, вертикальные или несколько изогнутые, одиночные или редко несколько, серо- или беловато-войлочно опушенные.
Листья очерёдные. Стеблевых листьев несколько, остальные собраны в розетку при основании стебля. Все узкие, линейные или линейно-ланцетовидные, заостренные на концах, 1 — 2,5 мм шириной. С обеих сторон волосисто- или чаще войлочно- или паутинисто-войлочно опушенные.
Корзинок от нескольких до 150, очень редко 1-2, собраны в компактное или разреженное колосовидное либо кистевидное соцветие на конце побега. Листочки обертки трех-четырехрядные, часто лодочкообразные, в нижней части зеленоватые, на верхушке коричневые или почти черно-коричневые. Наружные — яйцевидные или продолговато-яйцевидные, опушенные по спинке; внутренние — от продолговато яйцевидных до продолговато-линейных. При созревании плодов — звездчатые. Цветоложе без чешуек.
Цветки трубчатые, фертильные, наружный ряд — женские, внутренние — обоеполые. Из нитевидных женских цветков, часто расположенных только в один ряд, выдаются ветви столбика. Обоеполые цветки большей частью в числе 6-8, хохолок из 20-25(35) зазубренных, примерно равных венчику и поодиночке опадающих волосков (щетинок).
Семянки довольно густо, иногда очень обильно покрыты белыми волосками, нередко образующими у верхушки подобие венца. Нижняя часть семянки снабжена у основания присосковидным, часто скошенным диском.

## Распространение и среда обитания
Арктика, Скандинавия, Центральная Европа, Балканы, Армения, Северная Америка. Встречается в Альпах на территории Швейцарии и Италии. В России — Арктика, Кавказ, Западная Сибить, Средняя Азия, Европейская часть.
На высотах до 4000 м. В альпийском и субальпийском поясах, на лугах и каменистых местах, нередко у поднозия ледников и снежников. В более высоких широтах встречается на значительно меньших высотах в горных тундрах и на равнине.

## Классификация

### Таксономия[12]
Omalotheca Cass., 1828, Dict. Sci. Nat., ed. 2. 56: 218
Род Сухоцветка относится к семейству Астровые (Asteraceae) порядка Астроцветные (Asterales). Кладограмма в соответствии с Системой APG IV:
|  |                                      |  |                                   |                                   |                    |  | ещё 10 семейств |               |                |                                                                               |
|  |                                      |  |                                   |                                   |                    |  |                 |               |                | 11 подтвержденных и 3 в статусе "непроверенных" видов и инфравидовых таксонов |
|  |                                      |  |                                   | порядок Астроцветные              |                    |  |                 |               | род Сухоцветка |                                                                               |
|  |                                      |  |                                   | порядок Астроцветные              |                    |  |                 |               | род Сухоцветка |                                                                               |
|  | отдел Цветковые, или Покрытосеменные |  |                                   |                                   | семейство Астровые |  |                 |               |                |                                                                               |
|  | отдел Цветковые, или Покрытосеменные |  |                                   |                                   |                    |  |                 |               |                |                                                                               |
|  |                                      |  | ещё 63 порядка цветковых растений | ещё 63 порядка цветковых растений |                    |  |                 | ещё 1804 рода | ещё 1804 рода  |                                                                               |
|  |                                      |  |                                   | ещё 63 порядка цветковых растений |                    |  |                 |               | ещё 1804 рода  |                                                                               |

## Виды
- Omalotheca × traunsteineri  (Murr)  Dostál
- Omalotheca caucasica  (Sommier & Levier)  Czerep.
- Omalotheca diminuta  (Braun-Blanq.)  Bartolucci & Galasso  (в статусе непроверенного по состоянию на декабрь 2022 г.)
- Omalotheca hoppeana  (W.D.J.Koch)  Sch.Bip. & F.W.Schultz
- Omalotheca leucopilina  (Boiss.)  Holub
- Omalotheca nanchuanensis  (Y.Ling & Y.Q.Tseng)  Holub
- Omalotheca nanchuensis  (Y.Ling & Y.Q.Tseng)  Holub
- Omalotheca norvegica  (Gunnerus)  Sch.Bip. & F.W.Schultz
- Omalotheca roeseri  (Boiss. & Heldr.)  Holub
- Omalotheca subgen. Gamochaetiopsis  Sch.Bip. & F.W. Schulz  (в статусе непроверенного по состоянию на декабрь 2022 г.)
- Omalotheca supina  (L.)  Cass.
- Omalotheca supina  (L.)  DC.
- Omalotheca supina subsp. pusilla  (Haenke)  Rivas Mart., Fern.Gonz. & Sánchez Mata  (в статусе непроверенного по состоянию на декабрь 2022 г.)
- Omalotheca sylvatica  (L.)  Sch.Bip. & F.W.Schultz  — Сухоцветка лесная